# Чуп, Милан
Милан Чуп (серб. Милан Ћуп; 31 марта 1917, Ведро-Поле — 27 июня 1944, Враница) — югославский партизан Народно-освободительной войны, Народный герой Югославии.

## Биография
До войны работал служащим. Член КПЮ с 1940 года. На фронте с 1941 года, инициатор партизанского движения в городе Босански-Петровац и его окрестностях. В годы Народно-освободительной войны занимал должность политрука роты, затем политрука при 2-м и 4-м батальонах 3-й краинской пролетарской ударной бригады, дослужился до звания заместителя командира 7-й краинской ударной бригады. Дважды был ранен, отличился в боях за Бугойно и Баня-Луку. Погиб в боях против немцев в 1944 году. Посмертно награждён Орденом Народного героя Югославии 20 декабря 1951.